# 24 Heures Camions
Les 24 Heures Camions est un Grand Prix annuel de camions de course se déroulant au mois de septembre sur le Circuit Bugatti dans la ville du Mans, dans le département de la Sarthe en France. 
Cette épreuve existe depuis 1981. Elle accueille tous les ans le Championnat d’Europe de courses camions, le Championnat de France Camions et en 2024, le Championnat Britannique de courses Camions.
L’événement s’est développé et professionnalisé avec 80 280 visiteurs en 2023.

## Évolution de la fréquentation en milliers de spectateurs (2004-2024)
Pour des raisons techniques, il est temporairement impossible d'afficher le graphique qui aurait dû être présenté ici.

## Compétitions
Les 24 Heures du Mans Camions est avant tout un événement sportif, durant lequel trois grandes épreuves sont proposés sur le Circuit Bugatti : le Championnat d’Europe de courses Camions, le Championnat de France Camions FFSA et en 2024, le Championnat Britannique de courses Camions. 
Très rapides (15 à 20 minutes), les courses sont particulièrement spectaculaires, en raison du gabarit incroyable des véhicules engagés par manche. Quatre courses par plateau sont prévues sur le week-end. 
Chaque Grand-Prix  est composé de la même manière, avec le samedi des essais libres, une séance d’essais qualificatifs (chronométrés n°1), deux courses (1 et 2). Pendant la journée du dimanche se déroule une séance d'échauffement, une séance d’essais qualificatifs (chronométrés n°2) et deux autres courses (3 et 4).

### Le calendrier 2024
| Date            | Circuit      | Département |
| --------------- | ------------ | ----------- |
| 25-26 mai       | Le Castellet | 83          |
| 22-23 juin      | Nogaro       | 32          |
| 06-7 juillet    | Magny-Cours  | 58          |
| 28-29 septembre | Le Mans      | 72          |
| 26-27 octobre   | Albi         | 81          |